# عبد القدوس (اسم)
عبد القدوس هو اسم عربي يطلق على الذكور، وهو مستخدم في العهد الحديث كاسم وكلقب. وهو مكون من جزأين «عبد» و «القدوس». القدوس وهي اسم من أسماء الله الحسنى المذكورة في القرآن الكريم. قد يشير اسم عبد القدوس إلى إحدى الأسماء التالية:
- إحسان عبد القدوس (1919–1990) كاتب وروائي وصحفي مصري.
- عبد القدوس الأنصاري، مؤسس مجلة المنهل.